# سید عباس سجادی
سیدعباس سجادی (متولد ۵ خرداد ۱۳۴۹ بخش شاهرود شهرستان خلخال) مدیر فرهنگی هنری، پژوهشگر، نویسنده، شاعر، ترانه‌سرا، منتقد ادبی و مجری کارشناس برنامه‌های فرهنگی و هنری تلویزیون است. شاعرانه، با شما، اتاق آبی، با شبنم، شعر جوان، برنامه نوجوانان شبکه دو و . . . و همچنین مجله موسیقایی دستان از برنامه‌هایی بودند که سجادی اجرای آن‌ها را بر عهده داشته است. این برنامه تخصصی و پرمخاطب با وجود حدود بیست برنامه پخش نشده به دلیل استقبال سجادی از محمدرضا شجریان و اصغر فرهادی در طی بازدید نمایشگاهی از آثار تجسمی در فرهنگسرای نیاوران تعطیل و سجادی ممنوع‌التصویر شد. او مجری و گرداننده آیین بدرقه هنرمندانی چون محمدرضا شجریان، سیمین بهبهانی، داوود رشیدی، مصطفی کمال پورتراب، عمران صلاحی، اکبر گلپایگانی بابک بیات، پرویز مشکاتیان، سیمین دانشور … و دیگر چهره‌های صاحب نام فرهنگی و هنری بوده است. سجادی در سال ۱۳۹۲ در سومین جشنواره بین‌المللی جام جم به عنوان «مجری کارشناس برتر» برنامه‌های گفتگو محور فرهنگی تلویزیون برگزیده شد و تندیس «سرو زرین» جشنواره را دریافت کرد. در هفدهمین جشن خانه موسیقی در سال ۱۳۹۵ با اهدای سپاسنامه و تندیس خانه موسیقی به پاس سالها تلاش سجادی به عنوان «پژوهشگر و کارشناس موسیقی و رسانه» و «مدیریت موفق در مراکز فرهنگی» از ایشان تجلیل به عمل آمد. پس از برگزاری نمایشگاه هنر انسان‌دوستی با همکاری دفتر برنامه جهانی غذا وابسته به سازمان ملل متحد در فرهنگسرای نیاوران که با اجرای برنامهٔ کیتارو و شهرداد روحانی همراه بود، یکی از نمایندگان دفتر سازمان ملل در ایران با اهدای لوحی ویژه و رسمی از سجادی مدیرعامل این فرهنگسرا تقدیر کرد.
سجادی که از تات زبانان روستای نمونه گردشگری گیلوان، بخش شاهرود شهرستان خلخال از استان اردبیل است، در رشته حقوق تحصیل کرده است.

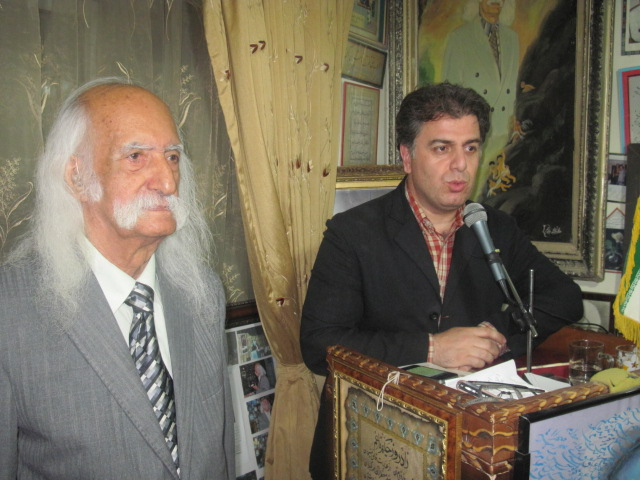
در کنار ابراهیم ناعم انجمن ادبی حکیم ناصرخسرو

معاون فرهنگی اجتماعی شهرداری منطقه یک تهران، رئیس فرهنگسرای نیاوران، مشاور هنری معاون هنری وزارت فرهنگ و ارشاد اسلامی، مدیرعامل بنیاد آفرینش‌های هنری نیاوران، مدیریت امور موسیقی سازمان فرهنگی هنری شهرداری تهران، مدیرعاملی مؤسسه نغمه شهر، داوری بخش انتخاب رسانه برتر جشنواره موسیقی فجر، عضویت در شورای شعر و ترانه مرکز موسیقی سازمان صدا و سیما، تأسیس انجمن ترانه سرایان ایران، نخستین مدیر «خانه ترانه»، مشاور معاون هنری سازمان فرهنگی هنری شهرداری تهران، سرداور بخش ترانه نخستین جشنواره شعر فجر، دبیری کمیته موسیقی انجمن دوستی ایران و تاجیکستان، هیئت مدیره انجمن دوستی ایران و چین و عضویت در شورای شعر و ترانه دفتر موسیقی وزارت فرهنگ و ارشاد اسلامی از جمله موقعیت‌های فعلی و سابق عباس سجادی است.
کتاب‌های «در سایه غزل» و «در سکوت سردم می‌شود» از مجموعه‌های شعر سجادی هستند. او پیشنهاد دهنده و مدیر تولید پروژه‌های «پرده عشاق» دربرگیرنده نغمه‌های عاشورایی قدیم تهران و «ردیف موسیقی ایران به روایت نی» به روایت استاد سیدحسن کسایی بوده است.

## سوابق و فعالیت‌ها
مختصری از سوابق و فعالیت‌های وی به شرح ذیل می‌باشد:
1. از مؤسسان و دبیر انجمن شعر امروز کرج (دهه هفتاد)
2. از بنیان‌گذاران و مدیران کانون‌های ادبی فرهنگسراهای تهران (قبل از تأسیس سازمان فرهنگی هنری شهرداری تهران۱۳۷۳)
3. مجری کارشناس، نویسنده، پژوهشگر، مستندساز و تهیه‌کننده
4. برنامه‌های ادبی و هنری سازمان صدا و سیما از سال ۱۳۷۴
5. عضو شورای عالی شعر و ترانه مرکز موسیقی سازمان صدا و سیما
6. گذراندن دوره ردیف‌های آوازی موسیقی ایرانی در محضر استاد علی جهاندار
7. گذراندن دوره ساخت ساز سه تار در محضر استاد بیاض امیر عطایی ۱۳۷۹
8. عضو هیئت مدیره موزه ملی موسیقی ایران
9. بنیان‌گذار و نخستین مدیر انجمن ترانه سرایان ایران ۱۳۸۰
10. عضو هیئت مدیره کانون سازندگان ساز خانه موسیقی ایران
11. طراح و دبیر آیین نکوداشت هنرمندان در قالب سلسله برنامه‌های «آوای دوست»، و «موسیقی محله»
12. طراح و برگزار کننده نخستین نست‌های تخصصی نقد آثار و رویدادهای موسیقی با عنوان «نقد نغمه»
13. مدیر عامل «مؤسسه نغمه شهر» وابسته به سازمان فرهنگی هنری شهرداری تهران از آذر ماه سال ۱۳۸۴
14. مشاور معاون هنری سازمان فرهنگی هنری شهرداری تهران
15. مدیر امور موسیقی سازمان فرهنگی هنری شهرداری تهران از فروردین ۱۳۸۵
16. سرودن حدود یکصد قطعه ترانه جهت آلبوم‌های مختلف موسیقی و تیتراژ برخی از سریال‌ها و مسابقات تلویزیونی
17. انتشار چند کتاب و مجموعه شعر
  1. مجموعه شعر «در سایه غزل» انتشارات فرادید
  2. مجموعه شعر «در سکوت سردم می‌شود» انتشارات آذرکهن، فصل پنجم و نیماژ
  3. ایده پرداز، گردآورنده و تدوین‌کنندهٔ کتاب «ابعاد ظریف مذاکرات» حاوی شعرهای طنز و کاریکاتور در خصوص مذاکرات هسته‌ای و برجام. انتشارات؛ سیمای شرق
  4. گردآوری پنج جلد مجموعه اشعار «پایتخت شعر» گزیده اشعار جشنواره‌های شعر نیاوران ، انتشارات نیاوران
  5. گردآوری پنج جلد مجموعه اشعار «سه شنبه‌های نیاوران» ، انتشارات نیاوران
18. داور بخش ترانه نخستین جشنواره بین‌المللی شعر فجر در سال ۱۳۸۵
19. دبیر گروه موسیقی انجمن دوستی ایران و تاجیکستان
20. عضو هیئت مدیره انجمن دوستی ایران و چین
21. عضو هیئت مدیره انجمن دوستی ایران و ایتالیا
22. عضو شورای شعر و ترانه وزارت فرهنگ و ارشاد اسلامی
23. دریافت سرو زرین بهترین مجری برنامه‌های فرهنگی هنری در سومین جشنواره بین‌المللی جام جم، دی ماه سال ۱۳۹۲
24. طراح، مجری و کارشناس برنامه موسیقایی تلویزیونی دستان
25. مشاور هنری معاون امور هنری وزارت فرهنگ و ارشاد اسلامی
26. رئیس فرهنگسرای نیاوران از سال ۱۳۹۲ تا بهمن ۱۳۹۸
27. مدیر عامل «بنیاد آفرینشهای هنری نیاوران»
28. دارنده لوح سپاس از دفتر سازمان ملل به پاس تلاش در برگزاری نمایشگاه «هنر انسان دوستی» در ایران در سال ۲۰۱۴ میلادی
29. دارنده نشان درجه دو هنری (معادل کارشناسی ارشد) در رشته شعر از شورای ارزشیابی هنرمندان، نویسندگان و شاعران وزارت فرهنگ و ارشاد اسلامی
30. عضو هیئت مدیره بنیاد علمی فرهنگی تعزیه و همایش‌های آیینی
31. عضو هیئت انتخاب و داوری سی و یکمین جشنواره موسیقی فجر
32. عضو شورای سیاستگزاری نخستین جشنواره موسیقی سبز (محیط زیست)
33. دریافت لوح سپاس و تندیس هفدهمین جشن خانهٔ موسیقی به پاس سالها تلاش به عنوان: «پژوهشگر و کارشناس موسیقی و رسانه» و «مدیریت موفق در مراکز فرهنگی»
34. سفیر اهدای عضو انجمن اهدای عضو ایرانیان و عضو کمیته شعر (نفس)
35. داور بخش انتخاب رسانهٔ برتر سی و دومین جشنواره بین‌المللی موسیقی فجر
36. معاون اجتماعی، فرهنگی شهرداری منطقه یک تهران
37. عضو هیئت مدیره «موزه ملی موسیقی ایران»
38. مدیر انتشارات نیاوران